# الدوري التشيكوسلوفاكي 1965–66
الدوري التشيكوسلوفاكي 1965–66 هو الموسم 59 من الدوري التشيكوسلوفاكي ‏. أشرف على تنظيمه اتحاد جمهورية التشيك لكرة القدم، وكان عدد الأندية المشاركة فيه 14، وفاز فيه دوكلا براغ.